# Плимут (Пенсилванија)
Плимут (енгл. Plymouth) град је у америчкој савезној држави Пенсилванија.

## Демографија
По попису из 2010. године број становника је 5.951, што је 556 (-8,5%) становника мање него 2000. године.
| Група             | 2000.         | 2010.         |
| Белци             | 6.369 (97,9%) | 5.389 (90,6%) |
| Афроамериканци    | 49 (0,8%)     | 253 (4,3%)    |
| Азијати           | 7 (0,1%)      | 32 (0,5%)     |
| Хиспаноамериканци | 52 (0,8%)     | 194 (3,3%)    |
| Укупно            | 6.507         | 5.951         |